# Glypta synnomae
Glypta synnomae là một loài tò vò trong họ Ichneumonidae.